# The Crimson Idol
The Crimson Idol (deutsch sinngemäß: Das purpurne Trugbild) ist der Titel des 1992 veröffentlichten und von Blackie Lawless konzipierten und geschriebenen Heavy-Metal-Konzeptalbums der US-amerikanischen Band W.A.S.P. Es handelt sich um das fünfte Studioalbum der Gruppe.

## Hintergrund

### Konzept
Das gesamte Konzept wird in dem 1998 veröffentlichten Bonustrack The Story of Jonathan (Prologue to the Crimson Idol) erklärt:
Die Geschichte dreht sich um den Teenager Jonathan Aaron Steel. Er ist der Sohn von William und Elizabeth Steel. Sein einziger Bruder, Michael, ist fünf Jahre älter als er und wird von den Eltern bevorzugt, während sie Jonathan für einen Versager halten. Nachdem Michael bei einem von einem betrunkenen Autofahrer verursachten Unfall ums Leben gekommen ist, verlässt Jonathan sein Elternhaus und lebt als Obdachloser auf der Straße. Er verfällt Drogen und Alkohol. Als er beim Vorbeigehen an einem Musikgeschäft eine Gitarre sieht, entsteht in ihm der Wunsch, ein Rockstar zu werden. Er zerschlägt das Schaufenster und stiehlt das Instrument.
Jonathan spielt die purpurne (englisch: crimson) Gitarre, so oft er kann, um Geld für eine Schallplattenaufnahme zusammenzubekommen. Er trifft einen Mann namens Chainsaw Charlie, der Chef einer großen Plattenfirma ist. Charlie verspricht, Jonathan zu einem Star zu machen, und stellt ihm Alex Rodman vor, der sein Manager wird. Jonathan verfolgt weiter das Ziel, ein Rockstar zu werden, findet dabei aber heraus, dass das Leben nicht so glamourös ist, wie es erscheint. Obwohl er Berühmtheit und Wohlstand erlangt, sehnt er sich danach, die Liebe und Akzeptanz seiner Eltern zu gewinnen.
Vor einem seiner Konzerte ruft er bei seinen Eltern an, um die bestehenden Differenzen zu beseitigen und die emotionalen Wunden zwischen ihnen zu heilen. Dabei werden „weniger als fünfzig Wörter gesprochen“ ("less than fifty words were spoken"), die letzten vier lauten „wir haben keinen Sohn“ („we have no son“). Als er begreift, dass seine Eltern ihn niemals akzeptieren werden, entscheidet sich Jonathan zum Selbstmord. Er entfernt während des Konzerts die Saiten seiner Gitarre, formt sie zu einer Schlinge und erhängt sich.

### Entstehung
Die grundsätzliche Idee zu einem Konzeptalbum kam Blackie Lawless bereits kurz vor der Veröffentlichung des 1986 erschienenen W.A.S.P.-Albums Inside the Electric Circus, als er sich in London mit einem befreundeten Videoproduzenten traf. Mit ihm unterhielt er sich über die Idee, das Drehbuch zu einem Film zu schreiben, für dessen Hauptrolle ihm der Schauspieler Matt Dillon vorschwebte. Mit dem Album The Headless Children hatte er seiner Band eine veränderte musikalische Richtung gegeben, und während der Aufnahmen und der Tournee zu diesem Album entwickelte er die Idee zu einer Rockoper weiter. Im Laufe der Zeit begann Lawless, die Hauptfigur seiner Geschichte wie eine reale Person zu behandeln, was ihm selbst unheimlich war.

„Vor meinem geistigen Auge habe ich eine bestimmte Vorstellung, wie diese Person auszusehen hat, sein Leben, seine Eltern, wie er sich verhält, alles.“

Zunächst sollte der Protagonist Jesse heißen, aber als Lawless eine Szene entwickelte, in der das Publikum immer wieder dessen Namen ruft, entschied er, einen dreisilbigen Namen zu benutzen. Die Frage, inwieweit die Figur ihn selbst widerspiegele, beantworte er in einem zeitgenössischen Interview so:

„Jonathan repräsentiert ungefähr sechs verschiedene Leute, die ich kenne, mich eingeschlossen. Die Geschichte ist nicht direkt autobiographisch; es fließen eben die Erfahrungen von anderen Musikern, die ich kenne, ein. Für mich ist es das beste, über etwas zu berichten, worüber ich genau Bescheid weiß.“

Das Album wurde in den Fort Apache Recording Studios in Santa Monica aufgenommen. Da Gitarrist Chris Holmes die Band bereits kurz nach der Veröffentlichung von The Headless Children verlassen hatte, bot dies Blackie Lawless den Freiraum, seine Vision ganz nach seinen eigenen Vorstellungen zu verwirklichen. Johnny Rod, zu dieser Zeit noch Mitglied von W.A.S.P. und deren Bassist, arbeitete zur Zeit der Aufnahmen mit Mitgliedern seiner alten Band King Kobra an einem Projekt. Ken Hensley, der für das Album The Headless Children Keyboard gespielt hatte, war anfangs noch an den Demoaufnahmen beteiligt, doch im Laufe der Zeit wurde nach Lawless’ Worten „dann so viel geändert, dass Ken schließlich keine Zeit hatte, seine Sachen nochmal einzuspielen“. Lawless übernahm deshalb bei den Aufnahmen nicht nur den Gesang und die Gitarre, sondern spielte auch Bass und Keyboards, darüber hinaus produzierte er das Album auch. Weitere Leadgitarrenparts wurden von Bob Kulick eingespielt, als Schlagzeuger wirkten Frankie Banali (Quiet Riot) und Stet Howland (Blackfoot) mit. Der gesamte Produktionsprozess dauerte fast zweieinhalb Jahre.
Als erste Single wurde im April 1992 Chainsaw Charlie (Murders in the New Morgue) ausgekoppelt. Lawless sagte über dieses Lied, dass es sich „möglicherweise um den ernsthaftesten satirischen Blick auf die Musikindustrie“ handele. Aber es habe gesagt werden müssen, und „es musste schon ein Charakter vom Format eines Charlie sein, um es den Leuten ins Hirn zu hämmern“. Charlie wird in dem Lied auf direkte und vulgäre Art beschrieben (Textbeispiel):
I'm the president of showbiz, my name is Charlie

I'm a cocksucking asshole, that's what they call me

Here from my Hollywood tower I rule

I'm a lying motherfucker, the chainsaw's my tool

The new morgue's our factory, to grease our lies

Our machine is hungry, it needs your life

Don't mind the faggots, and the ruthless scum

Before we're done, son we'll make you one

I'm the tin man, I've never had a heart

I'm the tin man, But I'll make you a star

I'm the tin man, I've never had a heart

I'm the tin man, but i'll make me the star
Ich bin der Präsident des Showbiz, mein Name ist Charlie

Ich bin ein schwanzlutschendes Arschloch, so nennen sie mich

Hier von meinem Turm in Hollywood regiere ich

Ich bin ein lügender Scheißkerl, die Kettensäge ist mein Werkzeug

Das neue Leichenhaus ist unsere Fabrik, um unsere Lügen zu schmieren

Unsere Maschine ist hungrig, sie braucht dein Leben

Mach Dir nichts aus den Schwuchteln und dem skrupellosen Abschaum

Bevor wir hier fertig sind, machen wir dich (auch) dazu, Sohn

Ich bin der Blechmann, ich hatte nie ein Herz

Ich bin der Blechmann, aber ich mache dich zum Star

Ich bin der Blechmann, ich hatte nie ein Herz

Ich bin der Blechmann, aber ich mache dich zum Star
Lawless meinte zur Frage, warum das Lied den Untertitel Murders in the New Morgue (Mord im neuen Leichenhaus) trage:

„Darum, weil die Plattenfirma der Ort ist, an dem die Kreativität zum Tode verurteilt wird. Dort hört sie auf, ehrlich zu sein und wird um des Geldes Willen ausgebeutet. Für Charlie ist die Musik nichts weiter als ein Opferlamm, das zum Schlachter gebracht wird. Und die New Morgue ist der Ort, wo all die Künstler sich für den Kommerz prostituieren.“

Mit dem Album wurden am 27. Juni 1992 zehn der aufgenommenen Lieder veröffentlicht. Titel, die dabei nicht berücksichtigt worden waren, wie beispielsweise Phantoms in the Mirror, erschienen zum Teil als B-Seiten der insgesamt drei veröffentlichten  Singles. Auf der B-Seite der Single The Idol befand sich eine auf 8:08 Minuten gekürzte Fassung des ursprünglich als Prolog gedachten und von Lawless gesprochenen Textes von The Story of Jonathan (Prologue to the Crimson Idol); die mit der Neuauflage des Albums veröffentlichte Fassung von 1998 war mit 16:42 Minuten mehr als doppelt so lang. Ebenfalls auf The Idol fand sich das Lied The Eulogy. Die Single von Hold on to My Heart enthielt eine Coverversion des Led-Zeppelin-Songs When the Levee Breaks.

### Neuauflagen
Eine erste Neuveröffentlichung von The Crimson Idol erfolgte 1998. Die ursprüngliche Fassung der CD war um den Titel The Story of Jonathan (Prologue to the Crimson Idol) erweitert worden, der sich jedoch als elfter Track auf der CD befand, seiner eigentlichen Funktion als Einleitung also nicht entsprach. Auf einer zweiten CD, die zwölf weitere Titel enthielt, befanden sich die ursprünglich als B-Seiten der Singles veröffentlichten Lieder, zwei akustische Versionen von The Idol und Hold on to My Heart sowie sieben bei einem Auftritt in Castle Donnington 1992 aufgenommene Lieder.
2018 erschien mit Reidolized (The Soundtrack to The Crimson Idol) ein von der zu dem Zeitpunkt aktuellen Besetzung von W.A.S.P. neu aufgenommenes Album mit den Liedern von The Crimson Idol. Zu dieser Ausgabe gehörte ein knapp sechzigminütiger Film, der Jonathans Geschichte erzählt. Das Album erschien jeweils als CD und Schallplatte (Doppel-LP) mit zusätzlicher DVD bzw. Blu-ray Disc.

## Titelliste
| Nr.          | Titel                                        | Autor(en)       | Länge |
| ------------ | -------------------------------------------- | --------------- | ----- |
| 1.           | The Titanic Overture                         | Blackie Lawless | 3:31  |
| 2.           | The Invisible Boy                            | Lawless         | 5:12  |
| 3.           | Arena of Pleasure                            | Lawless         | 4:59  |
| 4.           | Chainsaw Charlie (Murders In The New Morgue) | Lawless         | 7:48  |
| 5.           | The Gypsy Meets The Boy                      | Lawless         | 4:15  |
| 6.           | Doctor Rockter                               | Lawless         | 3:51  |
| 7.           | I Am One                                     | Lawless         | 5:25  |
| 8.           | The Idol                                     | Lawless         | 8:40  |
| 9.           | Hold On To My Heart                          | Lawless         | 4:22  |
| 10.          | The Great Misconceptions Of Me               | Lawless         | 9:43  |
| Gesamtlänge: | Gesamtlänge:                                 | Gesamtlänge:    | 57:47 |

| Nr. | Titel                                                                                        | Autor(en)                                              | Länge |
| --- | -------------------------------------------------------------------------------------------- | ------------------------------------------------------ | ----- |
| 1.  | The Titanic Overture                                                                         | Blackie Lawless                                        | 3:31  |
| 2.  | The Invisible Boy                                                                            | Lawless                                                | 5:12  |
| 3.  | Arena of Pleasure                                                                            | Lawless                                                | 4:59  |
| 4.  | Chainsaw Charlie (Murders In The New Morgue)                                                 | Lawless                                                | 7:48  |
| 5.  | The Gypsy Meets The Boy                                                                      | Lawless                                                | 4:15  |
| 6.  | Doctor Rockter                                                                               | Lawless                                                | 3:51  |
| 7.  | I Am One                                                                                     |                                                        | 5:25  |
| 8.  | The Idol                                                                                     | Lawless                                                | 8:40  |
| 9.  | Hold On To My Heart                                                                          | Lawless                                                | 4:22  |
| 10. | The Great Misconceptions Of Me                                                               | Lawless                                                | 9:43  |
| 11. | The Story Of Jonathan (Prologue To The Crimson Idol) (Bonustrack, Sprecher: Blackie Lawless) |                                                        | 16:42 |
| 12. | Phantoms In The Mirror (Bonustrack, Single-B-Seite)                                          | Lawless                                                | 4:37  |
| 13. | The Eulogy (Bonustrack, Single-B-Seite)                                                      | Lawless                                                | 4:17  |
| 14. | When the Levee Breaks (Bonustrack, Single-B-Seite, Coverversion)                             | Jimmy Page, John Bonham, Robert Plant, John Paul Jones | 5:34  |
| 15. | The Idol (Bonustrack, Live Acoustic)                                                         | Lawless                                                | 4:49  |
| 16. | Hold On To My Heart (Bonustrack, Live Acoustic)                                              | Lawless                                                | 6:53  |
| 17. | I Am One (Bonustrack, Live in Donnington 1992)                                               | Lawless                                                | 4:59  |
| 18. | Wild Child (Bonustrack, Live in Donnington 1992)                                             | Chris Holmes                                           | 5:54  |
| 19. | Chainsaw Charlie (Murders In The New Morgue) (Bonustrack, Live in Donnington 1992)           | Lawless                                                | 8:24  |
| 20. | I Wanna Be Somebody (Bonustrack, Live in Donnington 1992)                                    | Lawless                                                | 6:15  |
| 21. | The Invisible Boy (Bonustrack, Live in Donnington 1992)                                      | Lawless                                                | 4:16  |
| 22. | The Real Me (Bonustrack, Live in Donnington 1992)                                            | Lawless                                                | 3:42  |
| 23. | The Great Misconceptions Of Me (Bonustrack, Live in Donnington 1992)                         | Lawless                                                | 9:45  |

## Rezeption
Das Album erreichte die Musikcharts in Deutschland, Österreich (Platz 30), der Schweiz (Platz 24) und Großbritannien (Platz 21), seine höchste Platzierung in Deutschland (Platz 35) erzielte es am 13. Juli 1992. In den USA platzierte es sich gar nicht. Die ausgekoppelten Singles konnten nur in Großbritannien charten, die beste Platzierung dort erreichte Chainsaw Charlie (Murders in the New Morgue) (Platz 17).
In einer zeitgenössischen Rezension im Magazin Rock Hard schrieb der Autor, das Album böte „traditionell orientierten Metal der Handelsklasse A“. The Crimson Idol gehöre „ohne jeden Zweifel zu jenen Scheiben, die man ruhigen Gewissens in die Ecke mit den Klassikeralben einsortieren“ könne. Lawless habe „das Rad der metallischen Geschichte“ zwar „nicht gerade neu erfunden“, alle Nummern klängen „Zoll für Zoll nach der gewohnt straighten Lawless-Maßarbeit“. Aber er habe es geschafft, die „urwüchsige, tighte Kraft seiner Musik zu konservieren und weiterzuentwickeln“. Dadurch seien Songs entstanden, die dem „bisherigen Output in keinster Weise“ hinterherhinkten. W.A.S.P. strotze nur so vor „präziser Power, Roughness, melodischer Fülle und epischer Breite, ohne dabei klischeehaft zu wirken“. Es handele sich „alles in allem“ um „ein rundes Album ohne Ausfälle,“ nicht immer „auf Weltklasse-Niveau, aber verdammt nah dran“. Der Rezensent vergab neuneinhalb von zehn möglichen Punkten.
Im Juli 1992 war The Crimson Idol Album des Monats im Metal Hammer, und Martin Groß schrieb, musikalisch halte sich Lawless an „klassische Muster“ dessen, was Heavy Metal „getauft zu werden überaus würdig“ sei. „Tadellos und sehr gut gemacht“ seien „überzeugende Songs aneinandergereiht“ worden. Allerdings müsse sich jede Band beim Begriff Konzeptalbum an Queensrÿches „prachtvollem“ Operation: Mindcrime messen lassen, und da komme auch The Crimson Idol nicht heran.